# ボゴランフィニ

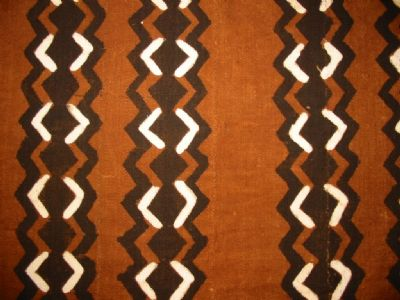
ボゴランフィニの生地

ボゴランフィニ（Bògòlanfini）は、マリ共和国で作られる泥染めの織物。アフリカの服飾文化を象徴する織物の一つとしてヨーロッパなどでも知られている。

## 特徴
マリ共和国南西部のバンバラ族の女性の伝統的な手仕事の一つであり、ンカラマといわれるシクンシ科の植物の葉で作った染料で木綿布を下染めした後に鉄分を含む泥で絵付けをしていく。伝統的な図柄として「幽霊の足跡」、「ピーナッツの皮」、「コオロギの足」と呼ばれる幾何学模様がある。
絵付け後の布を乾燥させて水洗いした後に、再度染料に浸す。白く脱色させたい部分がある部分にはラッカセイから作った脱色剤を塗ると、白地と泥染めによって黒く発色した幾何学模様のコントラストが生まれる。脱色しない部分は、ンカラマ染料由来の黄色地と黒のコントラストになる。1980年代以降は、伝統的なンカラマ染料だけではなく、緑や青の染料を使うこともある。
ボゴランフィニは、バンバラ族の伝統衣装に使われるほか、お守り用の小物に仕立てることもある。

## 周辺地域の泥染め
コートジボワール北部からマリ共和国、ブルキナファソに居住するセヌフォ族にもバンバラ族と同様の泥染めの文化がある。セヌフォ族によるものは動物や精霊の図柄による絵画的なデザインを特徴とする。